# Włoska Unia Pracy

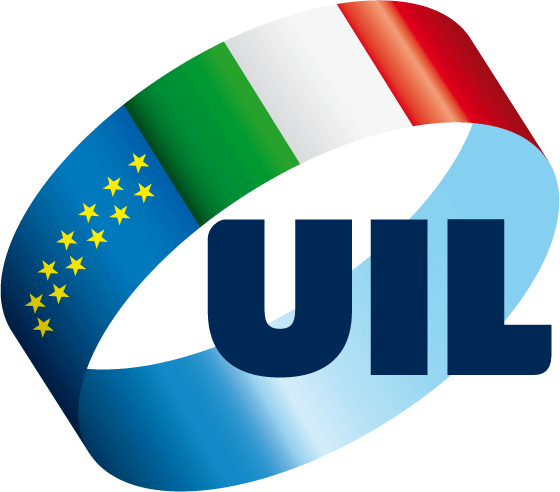
Logo UIL

Włoska Unia Pracy (wł. Unione Italiana del Lavoro, UIL) – włoska federacja związków zawodowych, trzecia po CGIL i CISL najliczniejsza centrala związkowa we Włoszech.
UIL powstała w 1950 w Rzymie w wyniku rozłamu we Włoskiej Powszechnej Konfederacji Pracy. Stała się konkurencją dla powiązanej w tym czasie z Włoską Partią Komunistyczną CGIL oraz współpracującej ściśle z Chrześcijańską Demokracją CISL. Unia była blisko związana z partiami socjalistyczną, socjaldemokratyczną i republikańską (w latach 1969–1971 zarządzało nią trzech współprzewodniczących reprezentujących te trzy ugrupowania). W późniejszych latach współpracowała aktywnie z konkurencyjnymi centralami, okresowo współtworzyła z nimi federację Federazione Cgil-Cisl-Uil.
UIL dołączyła do Międzynarodowej Konfederacji Związków Zawodowych oraz Europejskiej Konfederacji Związków Zawodowych.
Według własnych danych UIL w 2016 liczyła około 2,25 miliona członków zrzeszonych we współtworzących ją organizacjach branżowych, w tym 0,3 miliona członków stowarzyszonych i blisko 0,6 miliona emerytów. Najliczniej reprezentowane pozostają sektor rolno-spożywczy, sektor pracowników służby zdrowia i urzędników lokalnych oraz sektor handlu, usług i turystyki.

## Sekretarze generalni
- 1953–1969: Italo Viglianesi
- 1969–1971: Lino Ravecca, Ruggero Ravenna i Raffaele Vanni
- 1971–1976: Raffaele Vanni
- 1976–1992: Giorgio Benvenuto
- 1992–2000: Pietro Larizza[4]
- 2000–2014: Luigi Angeletti
- 2014–2020: Carmelo Barbagallo
- od 2020: Pierpaolo Bombardieri